# Единый день голосования 1 марта 2009 года

Карта региональных выборов 1 марта 2009 года.
Парламентские

В единый день голосования 1 марта 2009 года, согласно данным Центральной избирательной комиссии Российской Федерации, прошло 3168 выборных кампаний различного уровня, включая выборы глав 879 муниципальных образований и законодательных собраний 9 субъектов федерации и 1568 муниципальных образований.

## Законодательные собрания субъектов федерации

### Кабардино-Балкарская республика
Все 72 депутата Парламента Кабардино-Балкарской республики избирались по партийным спискам. Явка составила 83,64 % от списочного состава избирателей.
|  | Партия              | Подано голосов | Доля голосов | Мандатов |
|  | ------------------- | -------------- | ------------ | -------- |
|  | Единая Россия       | 72,29 %        | -            | 52       |
|  | Справедливая Россия | 12,26 %        | -            | 9        |
|  | КПРФ                | 8,36 %         | -            | 6        |
|  | ЛДПР                | 7,02 %         | -            | 5        |

### Карачаево-Черкесская республика
Избирались все 73 депутата четвёртого созыва Народного собрания Карачаево-Черкесии: 37 по партийным спискам и 36 по одномандатным округам. Явка составила 77,20 % от списочного состава избирателей.
|  | Партия              | Подано голосов | Доля голосов | Мандатов | В округах | Всего мандатов |
|  | ------------------- | -------------- | ------------ | -------- | --------- | -------------- |
|  | Единая Россия       | 166 656        | 69,61 %      | 29       | 19        | 48             |
|  | Самовыдвижение      | -              | -            | -        | 14        | 14             |
|  | Патриоты России     | 27 198         | 11,36 %      | 4        | -         | 4              |
|  | КПРФ                | 24 066         | 10,05 %      | 4        | 1         | 5              |
|  | Справедливая Россия | 12 022         | 5,02 %       | -        | 2         | 2              |
|  | ЛДПР                | 6 217          | 2,60 %       | -        | -         | -              |

### Республика Татарстан
Избирались все 100 депутатов четвёртого созыва Государственного совета Республики Татарстан: 50 по партийным спискам и 50 по одномандатным округам. Явка составила 78,40 % от списочного состава избирателей.
|                             | Партия              | Подано голосов | Доля голосов | Мандатов | В округах | Всего мандатов |
| --------------------------- | ------------------- | -------------- | ------------ | -------- | --------- | -------------- |
|                             | Единая Россия       | 1 765 274      | 79,31 %      | 44       | 43        | 87             |
|                             | Самовыдвижение      | -              | -            | -        | 7         | 7              |
|                             | КПРФ                | 248 181        | 11,15 %      | 6        | -         | 6              |
| Заградительный барьер — 7 % |                     |                |              |          |           |                |
|                             | Справедливая Россия | 107 418        | 4,83 %       | -        | -         | -              |
|                             | ЛДПР                | 68 542         | 3,08 %       | -        | -         | -              |

### Республика Хакасия
Избирались 75 депутатов пятого созыва Верховного совета Республики Хакасия: 38 по партийным спискам и 37 по одномандатным округам. Явка составила 50,37 % от списочного состава избирателей.
|  | Партия              | Подано голосов | Доля голосов | Мандатов | В округах | Всего мандатов |
|  | ------------------- | -------------- | ------------ | -------- | --------- | -------------- |
|  | Единая Россия       | 103 240        | 57,33 %      | 22       | 31        | 53             |
|  | Самовыдвижение      | -              | -            | -        | 4         | 4              |
|  | КПРФ                | 26 459         | 14,69 %      | 6        | 1         | 7              |
|  | ЛДПР                | 18 439         | 10,24 %      | 4        | 1         | 5              |
|  | Патриоты России     | 13 099         | 7,27 %       | 3        | -         | 3              |
|  | Справедливая Россия | 12 935         | 7,18 %       | 3        | 1         | 4              |

### Архангельская область
|  | Партия              | Доля голосов |
|  | ------------------- | ------------ |
|  | Единая Россия       | 51,85 %      |
|  | КПРФ                | 16,64 %      |
|  | ЛДПР                | 10,00 %      |
|  | Справедливая Россия | 17,84 %      |

### Брянская область
|  | Партия              | Доля голосов |
|  | ------------------- | ------------ |
|  | Единая Россия       | 53,89 %      |
|  | КПРФ                | 23,68 %      |
|  | ЛДПР                | 10,35 %      |
|  | Справедливая Россия | 8,61 %       |

### Владимирская область
|  | Партия              | Доля голосов |
|  | ------------------- | ------------ |
|  | Единая Россия       | 51,27 %      |
|  | КПРФ                | 27,75 %      |
|  | ЛДПР                | 8,85 %       |
|  | Справедливая Россия | 8,84 %       |

### Волгоградская область
|  | Партия              | Доля голосов |
|  | ------------------- | ------------ |
|  | Единая Россия       | 49,44 %      |
|  | КПРФ                | 23,56 %      |
|  | Справедливая Россия | 13,34 %      |
|  | ЛДПР                | 9,83 %       |
|  | Патриоты России     | 1,18 %       |

### Ненецкий автономный округ
Избиралось 11 депутатов Окружного собрания депутатов на 5 лет полностью по пропорциональной системе (по партспискам). В выборах Собрания депутатов НАО участвовало четыре партии.
Был установлен высокий заградительный барьер — 7 %.
Явка на выборах составила 48,85 %.
|  | Партия              | Доля голосов |
|  | ------------------- | ------------ |
|  | Единая Россия       | 42,46 %      |
|  | КПРФ                | 20,88 %      |
|  | ЛДПР                | 19,78 %      |
|  | Справедливая Россия | 12,70 %      |